# María Cristina de Médici
María Cristina de Médici (Florencia, 24 de agosto de 1609 - Florencia, 9 de agosto de 1632) fue una noble italiana. Era la primogénita del gran duque Cosme II de Toscana y de la archiduquesa María Magdalena de Austria, hija del duque Carlos II de Estiria, archiduque de Austria, y de María Ana de Baviera, y nieta del emperador Fernando I del Sacro Imperio Romano Germánico. 
Nacida deforme y retrasada (al igual que su tía paterna, María Magdalena de Médici), fue recluida en el convento de Santísima Concepción de las Monjas de San Esteban en 1619, pero no tomó nunca los hábitos.